# Ciudades por la Vida
La Jornada Mundial contra la Pena de Muerte "Ciudades por la Vida" (o también Día de Ciudades por la Vida) es una festividad global que aboga por la abolición de la pena de muerte. Se celebra el 30 de noviembre de cada año.

## Historia
Cesare Beccaria fue uno de los más grandes escritores de la Ilustración italiana, que se destacó por su obra maestra De crímenes y castigos (1764), que luego se tradujo a 22 idiomas. En él, Beccaria expuso algunos de los primeros argumentos modernos contra la pena de muerte. Su tratado fue también el primer trabajo completo de penología, abogando por la reforma del sistema de derecho penal. El libro fue el primer trabajo a gran escala para abordar la reforma penal y sugerir que la justicia penal debe ajustarse a principios racionales.
Como consecuencia, en Italia, el primer estado preunitario en abolir la pena de muerte fue el Gran Ducado de Toscana el 30 de noviembre de 1786, bajo el reinado de Pietro Leopoldo, más tarde emperador del Sacro Imperio Romano Germánico Leopoldo II. Entonces, Toscana fue el primer estado civil del mundo en eliminar la tortura y la pena capital.
Desde entonces, en los últimos dos siglos, el rechazo a la pena de muerte ha ido en aumento en todo el mundo:
En 2016, los organizadores de la Jornada declaraban: "En 2012, 141 Estados han abolido, ya sea por ley o de facto, la pena de muerte, mientras que todavía está en vigor en 51 países. Desde 2007, la Asamblea General de las Naciones Unidas ha pedido repetidamente una moratoria universal con miras a hacia la abolición total de la pena capital. En 2011 se avanzó en todas las regiones del mundo, particularmente en Estados Unidos: Illinois se convirtió en abolicionista y en abril de 2012 Connecticut se convirtió en el 17º estado en abolir la pena de muerte, convirtiéndose así en el quinto estado estadounidense en revocar pena capital en los últimos cinco años".

## Características
En el Día de las "Ciudades por la Vida", cada 30 de noviembre, muchas ciudades importantes del mundo celebran la primera abolición de la pena de muerte por parte de un Estado moderno, la cual fue decretada por Leopoldo II, Emperador del Sacro Imperio Romano Germánico de Habsburgo-Lorena en 1786 para su Gran Ducado de Toscana. En esta ocasión las ciudades participantes muestran su compromiso por la vida y contra la pena de muerte.
En este día, las ciudades participantes iluminan un monumento simbólico, como el Atomium de Bruselas, el Coliseo de Roma y la Plaza de Santa Ana de Madrid. Las ciudades participantes en 2009 incluyeron más de 60 capitales de todo el mundo y más de 1200 ciudades y pueblos de todo el mundo, como Roma, Bruselas, Madrid, Ottawa, Ciudad de México, Berlín, Barcelona, Florencia, Venecia, Buenos Aires, Austin, Dallas, Amberes, Viena, Nápoles, París, Copenhague, Estocolmo, Reggio Emilia, Bogotá, Santiago de Chile.
Mediante esta acción simbólica, estas ciudades exigen la suspensión de todas las ejecuciones en todo el mundo. La iniciativa de Ciudades por la Vida es impulsada por la Comunidad de Sant'Egidio y apoyada por las principales organizaciones internacionales de derechos humanos, reunidas en la Coalición Mundial contra la Pena de Muerte (Amnistía Internacional, Ensemble contre la Peine de Mort, Reforma Penal Internacional, FIACAT).
En 2005, el Día de las Ciudades por la Vida también contó con la conferencia "África por la Vida" sobre la pena de muerte en África, en la que participaron 14 ministros de justicia de varios países africanos. La conferencia tuvo lugar en Florencia, Toscana.
Las ciudades siguen sumándose a esta causa, muchas en países que mantienen la pena de muerte. En 2012 había 1.625, de las cuales 72 eran capitales. En 2022, participaron más de 2500 localidades de todo el mundo.